# 우자기
우자기(虞子期, ? ~ ?)는 소설 《서한연의(西漢演義)》에 등장하는 가공인물로, 서초의 장수다. 항우의 부인인 우희의 오라비로 등장한다.